# Lív nyelvjárás
A lív nyelvjárás (lettül: lībiskais dialekts 'lív nyelvjárás' vagy tāmnieku dialekts 'odavalósiak nyelvjárása'; lív nyelvjárásban: ventiņ valod 'vent nyelv' vagy ventiņmēl 'vent nyelv') a lett nyelv egyik nyelvjárása, amely kurzemei és vidzemei területeken beszélnek. A lív nyelvjárás nem keverendő össze a lív nyelvvel − amely egy finnugor, közelebbről balti finn nyelv − bár a nyelvjárás kialakításában a lív nyelvnek döntő szerepe volt.

## Elnevezései
- Lībiskais dialekts: a hivatalos lībiskais dialekts 'lív nyelvjárás' elnevezés egyértelműen utal arra a tényre, hogy a lett nyelv ezen nyelvjárására volt a legnagyobb hatása a lív nyelvnek. Bár a lett nyelvben számtalan, a lív és az észt nyelvből érintkezés útján átkerült balti finn jellegzetességet találunk (pl. szóeleji hangsúly, habeo-szerkezet stb.), mégis a legnagyobb mértékű közeledés itt következett be.

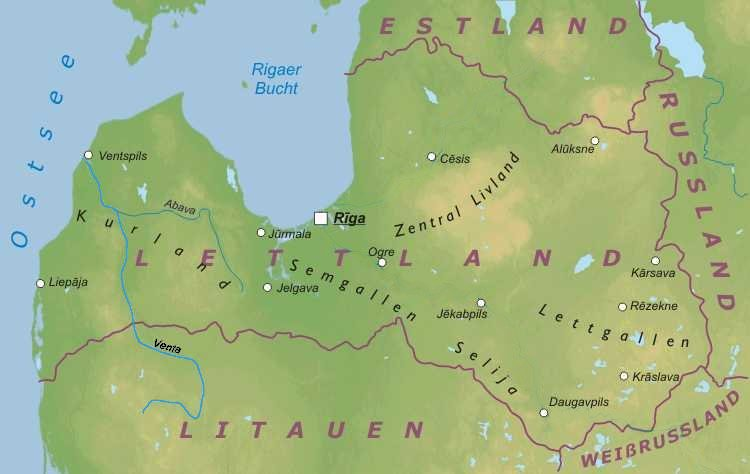
A Venta és az Abava folyók

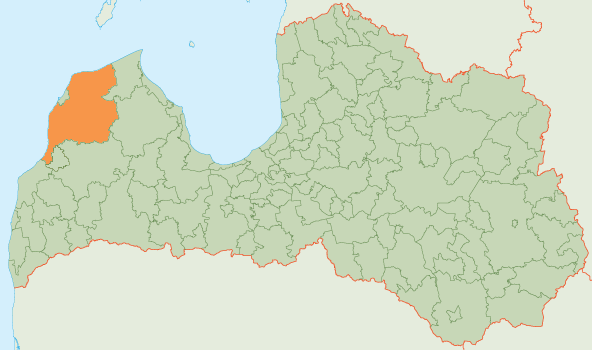
Ventspils novada, azaz Ventspils megye, amelynek területe hozzávetőlegesen megegyezik az egykori Ventava történelmi területtel

- Tāmnieku dialekts: a lív nyelvjárás korábbi elnevezése tāmnieku dialekts azaz 'odavalósiak nyelvjárása'. A tāmnieku szó a tāmnieki birtokos esetű alakja, amelyben a tas/tā távolra mutató névmást és a -nieks személynévképzőt találjuk. A Lett nyelv értelmező szótárában (Latviešu valodas skaidrojošā vārdnīca)[1] a következő áll: "Tāmnieki: Cilvēki (Kurzemes ziemeļdaļas iedzīvotāji), kas runā Kurzemes lībiskajās izloksnēs." azaz: "Tāmnieki: emberek (Kurland északi részének lakosai), akik a kurlandi lív nyelvjárást beszélik." A tāmnieks szót Bojtár Endre[2] nyomán fordítjuk odavalósi-nak, Bojtár megjegyzi, hogy a kifejezést korábban gúnyosan használták. Mára elvesztette pejoratív jelentését, és nyelvészeti terminussá vált.
- Ventiņ valod: a ventiņ valod a lív nyelvjárás belső elnevezése, amiben megjelenik a nyelvjárás azon jellegzetessége, hogy a szóvégről hiányzik alanyesetben és birtokos esetben az esetrag, a ventiņ valod köznyelvi változata a ventiņu valoda. A ventiņ szó összefüggésben van a Ventava névvel, amely egy történelmi terület elnevezése volt Lettország kurföldi pertvidékén. A Ventava szóban megtaláljuk a Venta folyó nevét és a -(t)ava helységnévképzőt. Ventavá-nak a Venta folyó menti, a Venta Abava mellékfolyójának belépési pontja és a balti-tengeri torkolat közötti területeket hívták. Innen van Ventspils városának neve is. Egyes vélemények szerint a Venta szóban a lív vēna 'folyó tengerparti torkolata' jelentésű szó fedezhető fel, míg a Vēna tulajdonnévként a Daugava lív elnevezése. Valószínűbb azonban, hogy térség nevei a vend népnévvel van összefüggésben, vend alatt a középkorban egyaránt érettek szláv és balti népeket is. A valoda [valuoda] jelentése: 'nyelv (mint kommunikációs eszköz)'.
- Ventiņmēl: A ventiņmēl második tagja a mēl, köznyelvi mēle szó, amely jelentése: 'nyelv (mint testrész)', a bizalmas szóhasználatban a testrész neve áttevődött a kommunikációs eszközre is, ahogy az sok más nyelvben, többek között a magyarban is lejátszódott.

## A lett nyelv nyelvjárásai

A lett nyelv nyelvjárásai

A lett nyelv nyelvjárásainak sajátosságai más nyelvekkel való érintkezés nyomán alakultak ki. Az egyes nyelvjárások elnevezései jól őrzik azoknak a nyelveknek a neveit, amelyek az adott nyelvjárásra a legnagyobb hatással voltak.
- Lībiskais dialekts – lív nyelvjárás
  - Kurzemes izloksnes – kurzemei al-nyelvjárás
  - Vidzemes izloksnes – vidzemei al-nyelvjárás
- Vidus dialekts – középső nyelvjárás
  - Kursiskās izloksnes – kúr al-nyelvjárás
  - Zemgaliskās izloksnes – zemgal/szemigall al-nyelvjárás
  - Vidzemes izloksnes – vidzemei al-nyelvjárás
- Aukšzemnieku dialekts – felső nyelvjárás
  - Latgaliskās izloksnes – latgal nyelvjárás
  - Sēliskās izloksnes – szél al-nyelvjárás

A lív nyelvjárás az egykor lívek által lakott nyugati partvidéken alakult ki a Rigai-öböl két oldalán Kurzeme és Vidzeme tájegységein. A sztenderd köznyelv a középső nyelvjárásból alakult ki. A középső nyelvjárásra hatással volt a kúr nyelv, amelyről azt feltételezik, hogy szintén egy balti, méghozzá nyugat-balti nyelv volt. A zemgal, vagy latinosan szemigall nyelvjárás a litván (a köznyelvtől leginkább eltérő) szamogit nyelvjárással együtt fejlődött köszönhetően a két népcsoport közötti törzsszövetségnek a 13. században. A felső nyelvjárásba tartozik a latgal nyelvjárás avagy nyelv, amely a lett köznyelvtől a legnagyobb eltérést mutatja, mivel Latgale 1918-ig litván, majd lengyel uralom alatt állt, és itt hatott a legkevésbé a balti finn nyelvek hatása. A szél al-nyelvjárás nevét a szél népről kapta, amelyről szintén azt feltételezik, hogy egy balti nyelvet beszélő törzs volt, de nyelvi emlékek nem maradtak fenn tőlük.

## Jellegzetességei
1. Az ē hang helyett ei diftongus áll, pl.: peic ~ kny. pēc 'után'.[3]
2. Az utolsó szótag rövid magánhangzói eltűntek,[4] (pl.: sviestmaiz ~ kny. sviestmaize 'vajas kenyér, szendvics',[5] māt ~ kny. māte 'anya'.[3]
3. Az utolsó szótag hosszú magánhangzója megrövidült, pl.: egle ~ eglē 'lucfenyőben (Loc.)'.[3]
4. A nőnemú alakok helyett a hímneműeket használják a ragozásban (főként a részesesetben),[3][4] pl.: mātam ~ kny. mātai 'anyának'.[3]
5. A szabályos nőnemű kicsinyítő képző, az -iņa helyett az -iš végződést használják, pl: meitiš ~ kny. meitiņa 'lányka'.[5]
6. A személynevek képzője egységesen -els és -ans, nem téve különbséget a nőnem és a hímnem között.[6]
7. Az igék egyes szám harmadik személyű alakját használják a többi számban és személyben,[4] pl.: gāju ~ kny. gāj 'megyek'.[7]
8. Lívből származó szavak megléte, amelyek a köznyelvből hiányoznak, pl.: liblana ’pillangó’ ~ lív liblabbiņ ~ kny. tauriņš; sizliņš ’gyík’ ~ észt sisalik ~ kny. ķirzaka.[3]

A következő táblázat a három nyelvjárás hasonlítja össze ugyanazon mondat alapján, amelynek jelentése:
'A pásztorokhoz megyek, inget varrok, a tölgyfánál méretet veszek'.
| Lív nyelvjárás     | Ganes gāj, krekal šuj, pe ozal mēr jēm.       |
| Középső nyelvjárás | Ganos gāju, kreklu šuvu, pie ozola mēru ņēmu. |
| Felső nyelvjárás   | Gonūs goju, kraklu šyvu, pī ūzula māru jiemu. |

A hangtani és grammatikai változásoknak köszönhetően a lív nyelvjárás nagy mértékben hasonlatossá vált a lív nyelvhez, és egyrészt az agglutináló, másrészt a balti finn nyelvekre jellemző tulajdonságokat vett fel.
Az agglutináló nyelvekre jellemző, hogy mivel jellemzően (1) nincsenek bennük nyelvtani nemek, ezért (2) az egyes szám alanyeset jelöletlen. A lív nyelvjárásban az egyes szám alanyeset szintén jelöletlen, a nőnemben a rövid véghangzó eltűnése miatt, másrészt viszont a hímnemben sem jelenik meg a szóvégi -s hang és az esetlegesen előtte álló rövid magánhangzó, amely az esetvégződést adná.
A balti finn nyelvek sajátja, hogy bennük bizonyos egységes hangfejlődési tendenciáknak köszönhetően az egyes szám alanyeset és tárgyeset mindig megegyezik. Az egy rövid magánhangzóból álló esetvégződés eltűnése miatt ez a jelenség a lív nyelvjárásban is megjelent mind a hímnemben, mind a nőnemben.
A birtokos eset a balti finn nyelvek déli csoportjában szintén jelöletlen, bizonyos szavak esetében az alanyeset és a birtokos eset eltérhet, ha a szó többtövű, de a szabályosan ragozandó szavaknál a kettő megegyezik. A lív nyelvjárásban a birtokos eset szintén esetvégződés nélküli.
Egyes szám részesesetben a hímnemű esetvégződés jelenik meg a nőnemű szavaknál is, amely -am alakú, a lív az egyetlen balti finn nyelv, ahol megőrződött az -n részesesetrag, amelyben minden kétséget kizáróan szerepe volt a lett végződésnek is, mivel a két alak nagyon hasonlít egymásra.
A következő táblázat néhány egyes számú alakot foglal össze. (A köznyelvi lett szavak esetében az o betű minden esetben [uo] diftongust jelöl.
|   | lett nyelv  | lett nyelv     | lív nyelv   | lett nyelv    | lett nyelv     | lív nyelv   |
|   | köznyelv    | lív nyelvjárás | lív nyelv   | köznyelv      | lív nyelvjárás | lív nyelv   |
|   | nőnem       | nőnem          | lív nyelv   | hímnem        | hímnem         | lív nyelv   |
|   | māte ’anya’ | māt ’anya’     | jemā ’anya’ | ozols ’tölgy’ | ozal ’tölgy’   | täm ’tölgy’ |
| - | ----------- | -------------- | ----------- | ------------- | -------------- | ----------- |
| N | māte        | māt            | jemā        | ozols         | ozal           | täm         |
| A | māti        | māt            | jemā        | ozolu         | ozal           | täm         |
| G | mātes       | māt            | jemā        | ozola         | ozal           | tam         |
| D | mātei       | mātam          | jemān       | ozolam        | ozalam         | tammõn      |

Mindent összevetve azt mondhatjuk, hogy a lett nyelv lív nyelvjárásában eltűnt a nyelvtani nemek közötti különbségtétel, ami nyomán eltűntek az egyes szám alanyesetű alakok esetvégződései, evvel a lív nyelvjárás közel került a nyelvtípusváltáshoz, ugyanúgy, ahogy a lív nyelv maga is, amely számos az flektáló nyelvekre jellemző tulajdonságot vett fel.